# Résultats des ministres lors des élections législatives françaises de 1981
Cette page regroupe les résultats des ministres lors des élections législatives françaises de 1981.

## Contexte
Le 21 mai 1981, François Mitterrand et Pierre Mauroy forment un gouvernement de 44 membres.
En plus du premier ministre Pierre Mauroy, 33 ministres sont candidats.

### Ministres non candidats
Les onze ministres qui ne se présentent pas sont :
- Michel Jobert, ministre d'État, ministre du Commerce extérieur ;
- Claude Cheysson, ministre des Relations extérieures ;
- Jacques Delors, ministre de l'Économie et des Finances ;
- André Henry, ministre du Temps libre ;
- Jack Lang, ministre de la Culture ;
- Roger Quilliot, ministre du Logement ;
- Yvette Roudy, ministre délégué, ministre des Droits de la femme ;
- Raymond Courrière, secrétaire d'État chargé des Rapatriés ;
- Georgina Dufoix, secrétaire d'État chargée de la Famille ;
- Marcel Debarge, secrétaire d'État chargé de la Formation professionnelle ;
- Alain Bombard, secrétaire d'État auprès du ministre de l'Environnement.

## Résultats

### Premier tour
Au soir du 14 juin 1981, douze ministres sont élus dès le premier tour (Pierre Mauroy, Jean-Pierre Chevènement, Maurice Faure, Charles Hernu, Alain Savary, André Delelis, Jean Auroux, Louis Le Pensec, Laurent Fabius, Henri Emmanuelli, François Autain et André Cellard). Le ministre obtenant le meilleur résultat est Maurice Faure, avec 57,23 % des voix.
Aucun des autres candidats n'est éliminé.

### Second tour
Le 21 juin 1981, l'Assemblée nationale bascule à gauche pour la première fois sous la Ve République et le Parti socialiste obtient à lui seul la majorité absolue avec 266 sièges sur 491. L'ensemble des ministres ont été élus.

## Tableau détaillé
| Fonction ministérielle                                                            | Nom                          | Circonscription | Résultats | Résultats | Statut          |
| Fonction ministérielle                                                            | Nom                          | Circonscription | 1er tour  | 2d tour   | Statut          |
| --------------------------------------------------------------------------------- | ---------------------------- | --- | --------- | --------- | --------------- |
| Premier ministre                                                                  | Pierre Mauroy (PS)           | Deuxième circonscription du Nord Député depuis 1973.                                                                | 50,11 %   |           | Élu au 1er tour |
| Ministre d'État, ministre de l'Intérieur et de la Décentralisation                | Gaston Defferre (PS)         | Troisième circonscription des Bouches-du-Rhône Député de 1945 à 1958, puis à partir de 1962.                        | 42,33 %   | 57,96 %   | Élu au 2d tour  |
| Ministre d'État, ministre de la Solidarité nationale                              | Nicole Questiaux (PS)        | Treizième circonscription de Paris Première candidature dans cette circonscription.                                 | 36,39 %   | 61,98 %   | Élue au 2d tour |
| Ministre d'État, ministre du Plan et de l'Aménagement du territoire               | Michel Rocard (PS)           | Troisième circonscription des Yvelines Député depuis 1978.                                                          | 48,07 %   | 60,31 %   | Élu au 2d tour  |
| Ministre d'État, ministre de la Recherche et de la Technologie                    | Jean-Pierre Chevènement (PS) | Première circonscription du Territoire-de-Belfort Député depuis 1973.                                               | 50,68 %   |           | Élu au 1er tour |
| Ministres                                                                         |                              | |           |           |                 |
| Garde des Sceaux, ministre de la Justice                                          | Maurice Faure (MRG)          | Première circonscription du Lot Député depuis 1958.                                                                 | 57,23 %   |           | Élu au 1er tour |
| Ministre de la Défense                                                            | Charles Hernu (PS)           | Sixième circonscription du Rhône Député depuis 1978.                                                                | 52,37 %   |           | Élu au 1er tour |
| Ministre de l'Éducation nationale                                                 | Alain Savary (PS)            | Première circonscription de la Haute-Garonne Député depuis 1973.                                                    | 50,19 %   |           | Élu au 1er tour |
| Ministre de l'Agriculture                                                         | Édith Cresson (PS)           | Deuxième circonscription de la Vienne Deuxième candidature dans cette circonscription, battue en 1978.              | 42,93 %   | 57,51 %   | Élue au 2d tour |
| Ministre de l'Industrie                                                           | Pierre Joxe (PS)             | Cinquième circonscription de Saône-et-Loire Député depuis 1973.                                                     | 47,72 %   | 58,71 %   | Élu au 2d tour  |
| Ministre du Commerce et de l'Artisanat                                            | André Delelis (PS)           | Treizième circonscription du Pas-de-Calais Député depuis 1967.                                                      | 55,74 %   |           | Élu au 1er tour |
| Ministre du Travail                                                               | Jean Auroux (PS)             | Cinquième circonscription de la Loire Député depuis 1978.                                                           | 51,30 %   |           | Élu au 1er tour |
| Ministre de l'Équipement et des Transports                                        | Louis Mermaz (PS)            | Cinquième circonscription de l'Isère Député de 1967 à 1968, puis à partir de 1973.                                  | 48,38 %   | 63,08 %   | Élu au 2d tour  |
| Ministre de la Santé                                                              | Edmond Hervé (PS)            | Première circonscription d'Ille-et-Vilaine Troisième candidature dans cette circonscription, battu en 1973 et 1978. | 45,49 %   | 54,68 %   | Élu au 2d tour  |
| Ministre de la Communication                                                      | Georges Fillioud (PS)        | Troisième circonscription de la Drôme Député de 1967 à 1968, puis à partir de 1973.                                 | 46,13 %   | 58,70 %   | Élu au 2d tour  |
| Ministre de l'Environnement                                                       | Michel Crépeau (MRG)         | Première circonscription de la Charente-Maritime Député depuis 1973.                                                | 48,23 %   | 65,41 %   | Élu au 2d tour  |
| Ministre de la Mer                                                                | Louis Le Pensec (PS)         | Huitième circonscription du Finistère Député depuis 1973.                                                           | 56,84 %   |           | Élu au 1er tour |
| Ministre des P.T.T.                                                               | Louis Mexandeau (PS)         | Première circonscription du Calvados Député depuis 1973.                                                            | 49,08 %   | 59,59 %   | Élu au 2d tour  |
| Ministre des Anciens combattants                                                  | Jean Laurain (PS)            | Première circonscription de la Moselle Député depuis 1978.                                                          | 45,00 %   | 61,82 %   | Élu au 2d tour  |
| Ministres délégués                                                                |                              | |           |           |                 |
| Ministre délégué chargé des Relations avec le Parlement                           | André Labarrère (PS)         | Première circonscription des Pyrénées-Atlantiques Député de 1967 à 1968, puis à partir de 1973.                     | 49,41 %   | 58,99 %   | Élu au 2d tour  |
| Ministre délégué chargé des Affaires européennes                                  | André Chandernagor (PS)      | Deuxième circonscription de la Creuse Député depuis 1958.                                                           | 45,52 %   | 64,46 %   | Élu au 2d tour  |
| Ministre délégué chargé de la Coopération et du Développement                     | Jean-Pierre Cot (PS)         | Troisième circonscription de la Savoie Député depuis 1973.                                                          | 48,12 %   | 60,24 %   | Élu au 2d tour  |
| Ministre délégué chargé du Budget                                                 | Laurent Fabius (PS)          | Deuxième circonscription de la Seine-Maritime Député depuis 1978.                                                   | 54,77 %   |           | Élu au 1er tour |
| Ministre déléguée chargée de la Jeunesse et des Sports                            | Edwige Avice (PS)            | Seizième circonscription de Paris Députée depuis 1978.                                                              | 41,72 %   | 54,77 %   | Élue au 2d tour |
| Secrétaires d'État                                                                |                              | |           |           |                 |
| Secrétaire d'État auprès du Premier ministre                                      | Jean Le Garrec (PS)          | Seizième circonscription du Nord Deuxième candidature dans cette circonscription, battu en 1978.                    | 36,51 %   | 58,25 %   | Élu au 2d tour  |
| Secrétaire d'État chargée de la Fonction publique et des Réformes administratives | Catherine Lalumière (PS)     | Troisième circonscription de la Gironde Première candidature dans cette circonscription.                            | 44,27 %   | 59,74 %   | Élue au 2d tour |
| Secrétaire d'État chargé des DOM-TOM                                              | Henri Emmanuelli (PS)        | Troisième circonscription des Landes Député depuis 1978.                                                            | 52,97 %   |           | Élu au 1er tour |
| Secrétaire d'État chargé de la Sécurité sociale                                   | François Autain (PS)         | Troisième circonscription de la Loire-Atlantique Député depuis 1978.                                                | 51,47 %   |           | Élu au 1er tour |
| Secrétaire d'État chargé des Personnes âgées                                      | Joseph Franceschi (PS)       | Quatrième circonscription du Val-de-Marne Député depuis 1973.                                                       | 42,28 %   | 56,76 %   | Élu au 2d tour  |
| Secrétaire d'État à l'Agriculture                                                 | André Cellard (PS)           | Deuxième circonscription du Gers Député depuis 1978.                                                                | 50,68 %   |           | Élu au 1er tour |
| Secrétaire d'État chargé de l'Énergie                                             | Georges Lemoine (PS)         | Première circonscription d'Eure-et-Loir Député depuis 1978.                                                         | 48,82 %   | 57,76 %   | Élu au 2d tour  |
| Secrétaire d'État chargé du Tourisme                                              | François Abadie (MRG)        | Deuxième circonscription des Hautes-Pyrénées Député depuis 1973.                                                    | 49,72 %   | 68,72 %   | Élu au 2d tour  |